# ملک‌آباد (سیرجان)
ملک‌آباد یک روستا در ایران است که در بخش مرکزی شهرستان سیرجان واقع شده‌است. ملک‌آباد ۱٬۳۷۰ نفر جمعیت دارد.